# Краснодонська ВЕС
Краснодонська ВЕС — вітрова електростанція України, яка розташована між селами Куряче, Батир та Дубівка Сорокинського району Луганської області.

## Історія
Будівництво ВЕС розпочалось 8 березня, 30 травня 2013 року почався монтаж першого агрегату Краснодонської вітряної електростанції. 1 вересня 2013 року була запущена перша черга у 25 МВт на день знань.

## Вплив на довкілля
Експерти-біологи піддали критиці проєкт Краснодонської ВЕС, про що йдеться у виданні "Вітряні електростанції та зміни клімату"
Зокрема у звіті екологів йдеться про те, що  генеральний план забудови земельних ділянок, що відводяться для розміщення ВЕС, технологічних проїздів і кабельних  комунікацій Краснодонської ВЕС дозволяє обрахувати площу території, що саме ушкоджується будівництвом ВЕС. 
Вважалось, що наявний вітропарк збільшить свою потужність до 400 МВт.  Керівництво вітроарку заявляє про намір зробити Краснодонський вітропарк найбільшим в Україні.  ОВНС «Проєкт будівництва Краснодонської ВЕС потужністю до 25 МВт в Луганській області» не враховує більшості перелічених нами факторів.
Розділ 5.5. містить опис впливу будівництва на ґрунти та описує три типи прямого впливу лише в межах ділянок відведення, а саме: розробка котлованів для фундамента ВЕС, прокладка комунікаційних і технологічних кабелів на глибині 1 м та будівництво технологічних проїздів. Пункт зазначає, що детальні розрахунки з обсягів вилученого ґрунту і основних чисельних показників рекультивації будуть приведені на стадії Робочого проєкту.
Також п. 5.6. зазначає, що «для збереження рідкісних та ендемічних рослин проводиться геоботанічне вивчення території з виявленням ареалів їх зростання». Розміщення ВЕС коригується з урахуванням особливо цінних ділянок. ОВНС зазначає, що проєкт передбачає:
1. Проєктування ВЕС з урахуванням наявності на ділянці цінних видів рослин.
2. Рекультивацію після завершення будівельних робіт згідно з ГОСТ 17.4.3.02-85 для мінімізації пошкоджень, збереження запасу насіння, попередження появи бур’янів після порушення ґрунтового покриву.
3. Пересадження одиничних особин цінних рослин у разі їх потрапляння на територію, в межах якої ведуться будівельні роботи.
4. Додаткове вивчення експертами можливості перетину рекомендованої доохорони території.
Крім того, передбачається здійснення моніторингу за участі ботаніків та екологів за станом популяцій рідкісних видів рослин.
Разом з тим, керівництво «Вітряні парки України» планує значне розширення наявних вітропарків. Зокрема, з вебсайту компанії відомі плани розширення потужності Краснодонського вітропарку до 400 МВт, Лутугинського – до 200 МВт та Антрацитівського – до 200 МВт.